# Chrám svatého Sergeje Radoněžského
Chrám svatého Sergeje Radoněžského (fr. Paroisse Saint Serge, rusky Сергиевское подворье) je pravoslavný chrám v 19. obvodu v Paříži, v ulici Rue de Crimée. Chrám je součástí Pravoslavného teologického ústavu svatého Sergeje a je zasvěcen ruskému světci Sergeji Radoněžskému.

## Historie
Kolem roku 1850 zde byl postaven německý luterský kostel, který sloužil německým imigrantům v Paříži. Po vypuknutí první světové války byl kostel i s příslušenstvím konfiskován. Pozemek i s malým kostelem v roce 1924 prodala francouzská vláda komunitě pravoslavných Rusů, kteří uprchli ze své vlasti po bolševické revoluci v roce 1917. Ti zde založili pravoslavný institut včetně svého chrámu. Dosavadní jediný pařížský pravoslavný chrám Alexandra Něvského se stal katedrálou.